# 障害者の日
障害者の日（しょうがいしゃのひ）は、1975年12月9日国際連合の第30回総会において「障害者は、その障害の原因、特質及び程度にかかわらず、市民と同等の基本的権利を有する」という障害者の権利に関する決議（障害者の権利宣言（Declaration on the Rights of Disabled Persons）、国連総会決議3447）が採択された日である。1981年（昭和56年）11月28日に、国際障害者年を記念し、日本の厚生省国際障害者年推進本部が12月9日を障害者の日とすることを決定した。
2003年（平成15年）12月3日公布された障害者基本法においても12月9日を障害者の日とすることが法律上定められたが、2004年（平成16年）6月4日公布の同法改正により、国際障害者デー（12月3日）から12月9日までの1週間を障害者週間とすることが法定されたため、現行の障害者基本法には「障害者の日」の名称は残されていない。